# Massacro di Chodaczków Wielki
Il massacro di Chodaczków Wielki (in polacco Zbrodnia w Chodaczkowie Wielkim) avvenne il 16 aprile 1944 quando 862 polacchi furono uccisi dalla 14. Waffen-Grenadier-Division der SS (Galizia) nel villaggio di Chodaczków Wielki nella Polonia occupata dai tedeschi (ora Velykyi Khodachkiv, Oblast' di Ternopil', Ucraina).
Il massacro è iniziato quando gli autori, una divisione composta da volontari di etnia ucraina, sono arrivati nella città di 2800 persone per trasformare l'insediamento in una base per fornire rinforzi per l'allora in corso l'assedio di Ternopil'. Una volta entrati, hanno iniziato a dare fuoco alle case delle persone di etnia polacca. I soldati hanno lanciato granate nelle case in fiamme e hanno sparato a chiunque cercasse di fuggire. I corpi delle vittime sono stati seppelliti in una fossa comune fuori dalla chiesa locale. Si stima che 862 polacchi furono uccisi (compresi bambini e anziani), rendendolo uno dei più grandi massacri di polacchi.